# رومان سيرديوك
رومان سيرديوك (بالأوكرانية: Сердюк Роман Михайлович)‏ هو لاعب كرة قدم أوكراني، ولد في 24 فبراير 2001 في Yaremche ‏ في أوكرانيا.

## وصلات خارجية
- رومان سيرديوك على موقع اتحاد أوكرانيا (الإنجليزية)
- رومان سيرديوك على موقع قاعدة بيانات كرة القدم.إي يو (الإنجليزية)
- رومان سيرديوك على موقع Soccerway.com (الإنجليزية)